# La Palestra
La Palestra est un complexe sportif et une communauté féminine française créée par Georges Hébert en 1918 à Deauville, en Normandie.

## Présentation

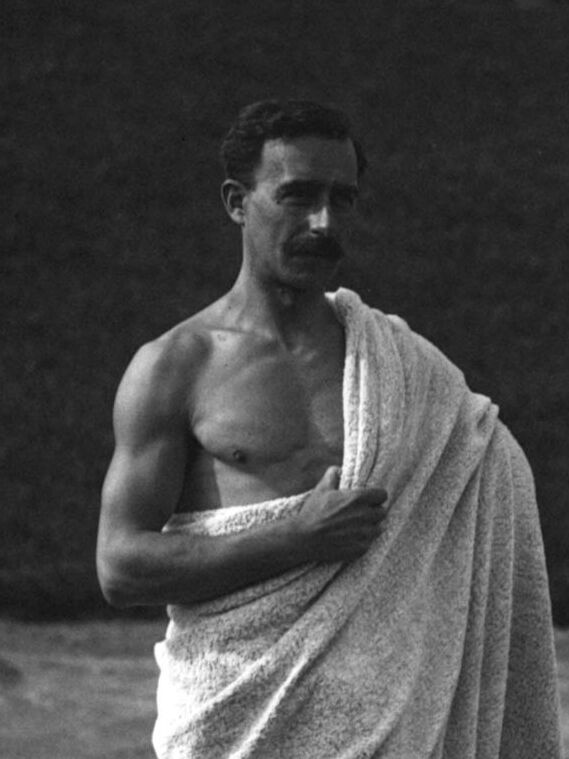
Georges Hébert

Georges Hébert est un officier de marine et éducateur français promoteur d’une méthode d’éducation physique holistique : la Méthode naturelle.
Il crée en 1918 la Palestra à Deauville-sur-mer, dans le Calvados, en Normandie. avec la volonté de poursuivre les expériences d'éducation physique féminine et enfantine entreprise en 1913 au Collège d’athlètes de Reims avant la Première Guerre mondiale. Georges Hébert y avait constitué un corps spécial de monitrices afin de déployer sa méthode dans les écoles et les hospices de Reims.  
Ce sont ces monitrices qui se rejoignent en 1918 à Deauville pour constituer la communauté. La Palestra est dirigée par Yvonne Moreau, monitrice en chef du Collège d’athlètes de Reims et ancienne élève de Georges Demenÿ, considéré comme le fondateur de l’éducation physique scientifique. 
La Palestra de Deauville-sur-Mer se veut être la référence en matière d’hébertisme.
Les monitrices formées par Hébert en 1913 au Collège d’athlètes de Reims s’y constituent à partir de 1919 en communauté féminine. 

### Installations sportives

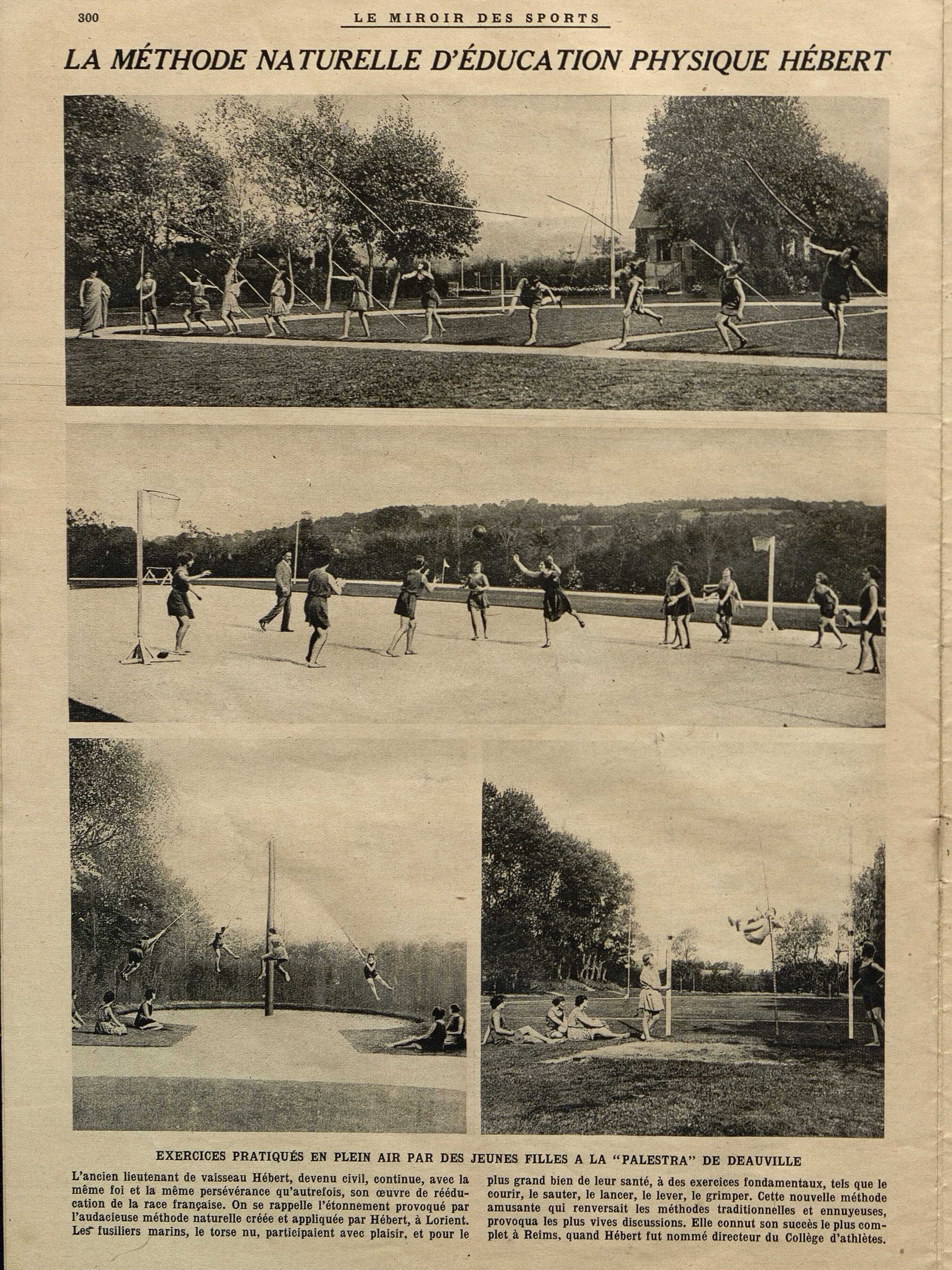
La Palestra

Les installations sportives de la Palestra s’étendent sur une surface de plus de 17 000 mètres carrés aménagée par l’architecte-paysagiste Édouard Redont. 

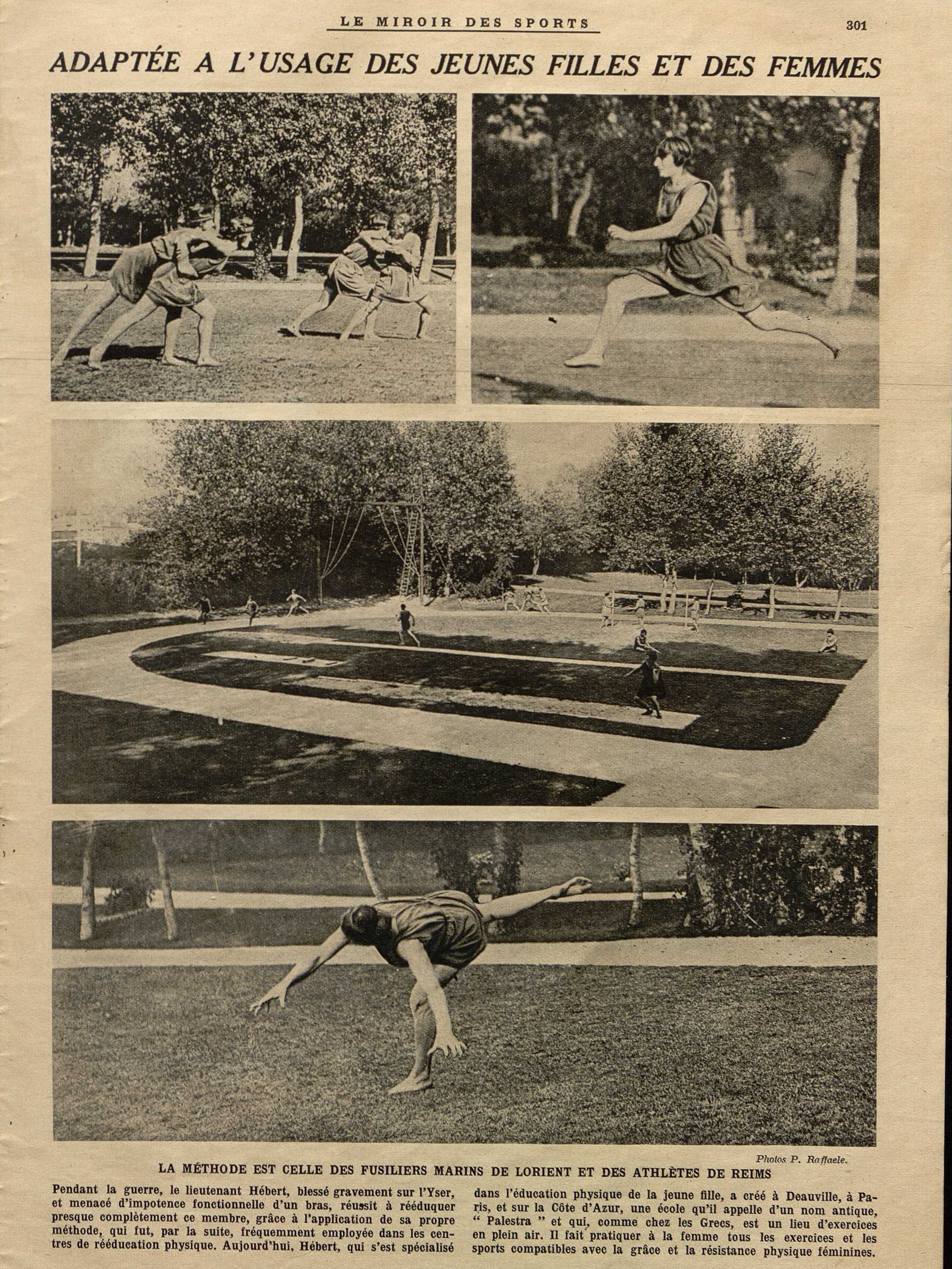
La Palestra

Elles comprennent un vaste stade d'entraînement, équipé de portiques, mâts, barres, ainsi que de zones dédiées au maniement et au lancer de poids. Il est entouré d'une piste de course de 217 mètres. À proximité, le stade de la danse, est accompagné d’une piste droite de 80 mètres et prolongé par deux jardins potagers. Un troisième stade, dédié aux jeux, comprend un terrain de tennis, un terrain de basket-ball, ainsi qu’une piste circulaire d'obstacles de 250 mètres. 
L’ensemble inclut également un baraquement abritant l’administration et des couchages, bien que l'hébergement sous tente y soit privilégié. 

### Programme
Le programme comprend six branches interdépendantes : 
- un entraînement complet selon la Méthode naturelle ;
- un apprentissage des travaux manuels courants comme le ménage, la cuisine, la couture, la lessive, le repassage, le bricolage, la peinture ou encore le jardinage ;
- une culture mentale et morale axée sur la formation du caractère, le développement des qualités d’ordre, de méthode, d’exactitude, de franchise, ainsi que le sens du devoir et de la responsabilité sociale ;
- une culture intellectuelle à travers des discussions ou des cours de littérature, d’histoire et de psychologie ;
- une culture esthétique fondée sur l’étude et le perfectionnement des mouvements, des attitudes et des gestes, incluant la danse naturelle, la musique, le chant, le travail choral, instrumental et orchestral, ainsi que des conférences sur l’esthétique et l’expression du geste dans l’histoire des arts ;
- une initiative naturiste orientée vers les lois d’une vie saine, fondée sur le cartonisme, une alimentation inspirée du Fletchérisme, et la médication par l’exercice.

## Palestriennes célèbres
- Marthe Oulié[2]
- Hermine de Saussure[2]
- Suzanne Grinberg[2]
- Ella Maillart[3]
- Mariel Jean-Bruhne[3]